# Marto-Ivanivka (Zvenîhorodka), Kirovohrad
Marto-Ivanivka (în ucraineană Марто-Іванівка) este un sat în comuna Zvenîhorodka din regiunea Kirovohrad, Ucraina.

## Demografie
Componența lingvistică a localității Marto-Ivanivka
     Ucraineană (92,57%)
     Rusă (7,16%)
     Alte limbi (0,09%)
Conform recensământului din 2001, majoritatea populației localității Marto-Ivanivka era vorbitoare de ucraineană (92,57%), existând în minoritate și vorbitori de rusă (7,16%).